# René Maran
René Maran (Oceano Atlantico, 5 novembre 1887 – Parigi, 9 maggio 1960) è stato uno scrittore, poeta e romanziere francese, primo scrittore di origini africane a vincere il Prix Goncourt nel 1921.

## Biografia
Nacque sulla barca che trasportava i suoi genitori a Fort-de-France in Martinica, dove visse fino all'età di sette anni. Successivamente andò in Gabon, dove suo padre Héménéglide Maran era al servizio coloniale. Dopo aver frequentato il collegio a Bordeaux in Francia, si unì al servizio coloniale francese nell'Africa equatoriale francese. Fu la sua esperienza lì a dare spunto a molti dei suoi romanzi, tra cui Batouala: A True Black Novel che vinse il Prix Goncourt.

## Vita privata
Intorno al 1920, René Maran ebbe una relazione con Paulette Nardal.
Si sposò il 9 agosto 1927 a Parigi con Camille Rosalie Berthelot, sarta parigina (1894-1977). Nel 1943, René e Camille Maran adottarono Paulette Cernard (incontrata nel 1930 nei Vosgi), che sposò nel 1946 Paul Michel. Paulette Cernard è morta il 5 dicembre 2015.

## Opere
- La Maison du Bonheur (poesia, 1909)
- La Vie Intérieure (poesia, 1912)
- Batouala (novella, 1921)
- Le Livre de la Brousse (novella, 1934)
- Un Homme pareil aux autres (novella, 1947)